# Čejka jihoamerická
Čejka jihoamerická (Vanellus chilensis) zvaná také čejka jižní je jihoamerický pták z podřádu bahňáci.
Vyskytuje se téměř v celé Jižní Americe od severu k jihu. Jejím domovem jsou zejména travnaté porosty, mokré louky či pastviny a městské zahrady. Naopak nežije v tropických lesích Amazonie, suchých pláních a ve vysokohorských polohách.
Živí se bezobratlými, případně malými rybami.
Dosahuje délky 32 až 38 cm a hmotnosti v rozmezí 300 až 400 gramů (uvádí se i 280 až 420 gramů či 220 až 426 g). Snáší až čtyři vejce, která jsou samicí inkubována po dobu 27 dní. Vejce jsou kropenatá, a dobře tak splývají s okolním prostředím. Hnízdí na zemi. V období hnízdění žijí v párech či menších skupinách, jinak se však jedná o druh žijící ve velkých hejnech. Intenzivně chrání svoje teritorium.
Při zachycení rizika nebezpečí vydává intenzivní zvuky, které se liší podle typu rizika, tedy např. zda se jedná o dravého ptáka (karančo), či šelmu.
Patří mezi málo dotčené taxony.

## Poddruhy
Rozlišují se celkem čtyři poddruhy:
- Vanellus chilensis cayennensis (Gmelin, 1789) – výskyt: severně od Amazonky
- Vanellus chilensis chilensis (Molina, 1782) – výskyt: Chile a Argentina
- Vanellus chilensis fretensis (Brodkorb, 1934) – výskyt: jižní Chile až jižní Argentina
- Vanellus chilensis lampronotus (Wagler, 1827) – výskyt: jižně od Amazonky po severní Chile až severní Argentinu

## Chov v zoo
Tento druh byl na počátku roku 2020 chován v přibližně čtyřech desítkách evropských zoo. V rámci Česka se jednalo o tři zařízení:
- Zoo Jihlava
- Zoo Plzeň
- Zoo Praha

### Chov v Zoo Praha
První pár tohoto druhu byl do Zoo Praha přivezen v roce 2012 z nizozemského ptačího parku Vogelpark Ruinen, kde se také narodil. První mládě se vylíhlo v roce 2016. V průběhu roku 2018 bylo odchováno jedno mládě. Na konci stejného roku byli chováni dva samci a dvě samice. V roce 2019 se vylíhla mláďata v průběhu května a června. V květnu 2020 přišla na svět dvě mláďata.
Čejka jihoamerická je od září 2019 vystavována v tu dobu nově zpřístupněném Rákosově pavilonu v dolní části zoo. Je jedním z druhů obývajících průchozí expozici Jihoandské podhůří.